# Apache Lenya
Apache Lenya — система управления содержимым с открытым кодом на основе Java/XML, использующий Apache Cocoon как фреймворк. Для Lenya характерны: контроль версий, планирование, поисковые инструменты, изображения потока работ и серверные WYSIWYG редакторы.
Lenya был создан Майклом Вехнером в начале 1999 года. До этого Майкл занимался исследованиями физической области через написание компьютерных симуляторов дендритного роста.
В 2000 году Майкл стал соучредителем Wyona, где продолжилась разработка Lenya на базе интерактивного издания газеты Нойе Цюрхер цайтунг. Название Lenya создано из комбинации имен двух сыновей автора — Леви (Levi) и Ивана (Vanya).
Весной 2003 года Wyona передала проект Lenya компании Apache Software Foundation, где он получил статус первичного проекта в сентябре 2004 года.
В 2006 году Майкл начал создание новой CMS под названием Yanel (анаграмма к Lenya), получившей другой подход к работе с интерфейсом для обеспечения обратной совместимости в любое время, а также свойство непрерывного снабжения обновлений, в отличие от старого метода периодических релизов.
Проект был перенесен в Apache Attic в апреле 2015 года.